# Amos (carte)
Amos este o carte din Biblia ebraică (și din Vechiul Testament). Este scrisă de Amos, unul din cei 12 Profeți Minori.
Amos, care era contemporan cu Osea și cu Isaia dar mai în vârstă decât aceștia, a fost activ în jurul anilor 750 î.Hr. în timpul domniei lui Ieroboam al II-lea. Cartea lui Amos a fost prima carte biblică profetică scrisă. Amos a trăit în regatul Iuda, dar a predicat în regatul de nord al Israelului. Temele sale majore profetice sunt justiția socială, atotputernicia lui Dumnezeu și judecata divină.

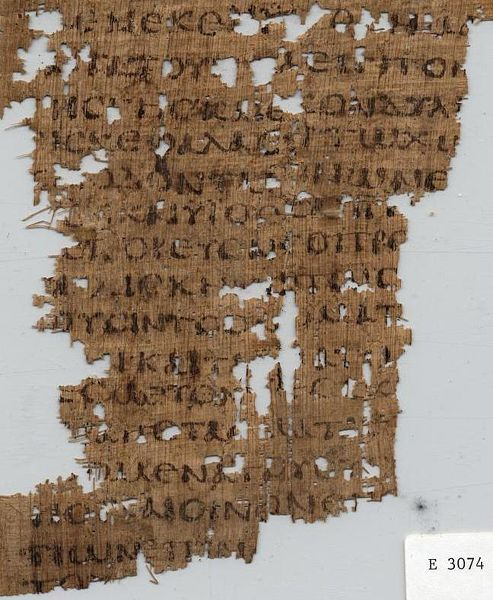
Papirusul Oxyrhynchus 846 - conține Amos 2 (LXX)